# プルフリッヒ効果
プルフリッヒ効果（プルフリッヒこうか、Pulfrich effect）とは、錯視の一種。プルフリッヒの振り子ともいう。
片目だけを暗くして、横方向に動く振り子を見た時、振り子が楕円運動しているように見える。

## 概要
ドイツの物理学者カール・プルフリッヒが1922年に発見した。
この錯視は、暗いところで物を見た時に、明るいところで見た時よりも脳での知覚が遅れることに由来する。専門的に言うと、脳の視覚野において、低輝度の画像を処理する時間の方が、高輝度の画像を処理する時間よりも長くかかる。そのため、片目の視野だけを暗くし、運動する物体を見た場合、暗い方では明るい方と比べて一瞬前の物体の映像が知覚され、その両目での知覚のズレが「視差」として感じられる。

## 利用
3D映像を見せる方法としても利用されている。赤と青のフィルターを使った眼鏡で安価に3D立体視を実現できるアナグリフ方式と同様、片目に減光フィルター(サングラス)を使った眼鏡を使うだけで普通のテレビで安価に3D立体視を実現できるのと、アナグリフ方式と違って裸眼でも普通の映像として見られることから、裸眼3D立体視が出来るディスプレイの普及前はアニメやゲームなどで使われた。一方向に動く物体が通常の映像よりも大量にあることから、裸眼でも多少の立体感を感じられる。
なお、この方式を使って効果的に立体視を実現するためには、動く物体を大量に配置する必要があるため、クリエーターの労力が非常にかかるのが欠点。また、プルフリッヒ効果を強調するため大量のオブジェクトが必要以上に一方向に動くため、裸眼ではクオリティが高いを通り越して見づらい場合があり、ゲームはプレイしづらいことから対応ソフトは多くない。

## 作品例

### テレビ番組
- 立体アニメーション 家なき子（1977年〜1978年、日本、日本テレビ）[1] - 「ステレオクローム方式」と称していた。3D眼鏡はスポンサーから発売された玩具や文房具等の一部関連商品に同梱された他、本放送中に公開された第9話のブローアップ映画が東宝チャンピオンまつりを構成する作品として上映された際、東宝が日本テレビやネット局と提携して観覧者に配布された。放送終了後に発売された一部のセルビデオ版にも同梱されているが、その性質上、番宣品と異なる形状であり、販売元が独自に制作したものである。出崎統監督はプルフリッヒ効果を強調するために「密着マルチ」という手法を多用しており、あまりに労力がかかりすぎる上に見づらいので、後期は演出が抑えめになった。
- Tournament of Roses Centennial Parade（1989年、アメリカ、KTTV（英語版））[1]
- 第23回スーパーボウルハーフタイム・ショー（1989年、アメリカ、NBC） - スポンサーのコカ・コーラが3D眼鏡を配布した[1]。
- THE ROLLING STONES Steel Wheels North American Tour 1989（1990年、アメリカ、フォックステレビジョンネットワーク）[1]
- Yo Yogi!（1991年、NBC）[1]
- ビッドゥリー宇宙二万里（1991年～1992年、 韓国 ソウル放送【現・SBS】） - SBS創社記念作品。ソウル首都圏のロッテリアや主要コンビニで3D眼鏡が配布された。特定のシーンのみで対応しており、対応シーンの間は眼鏡を掛ける合図が入る。
  - Space Strikers（1995年、UPN） - 上記作品のアメリカ版。サバン・エンターテイメントが英語ローカライズを担当。
- The Bots Master（1993年、フランス、Le maître des bots） - ピザチェーンのリトル・シーザーズで3D眼鏡が配布された[1]。
- ドクター・フー Dimensions in Time（1993年、イギリス、英国放送協会）[1]
- 3rd Rock from the Sun A Nightmare on Dick Street: Part 1（1997年、アメリカ、NBC）[1]
- Shark Week Uncaged（2000年、アメリカ、ディスカバリーチャンネル） - 3D眼鏡が配布された[1]

### ゲームソフト
- Orb-3D - NESのプルフリッヒ方式対応ソフト。北米市場のみで発売。
- Jim Power: The Lost Dimension in 3-D - SNESのプルフリッヒ方式ソフト。北米・ヨーロッパ市場のみで発売。
  - 上記の2タイトルのみが、3D眼鏡が同梱されている。
- スーパーダライアス - PCエンジンCD-ROM2のプルフリッヒ方式対応ソフト（3D眼鏡が抽選でプレゼントされた）。